# Юода
Юода́ (устар. Иода; лит. Juoda) — река в Литве, протекает по территории Паневежского района Паневежского уезда. Левый приток верхнего Нявежиса.
Длина реки составляет 35 км. Площадь водосборного бассейна — 317 км². Средний уклон — 0,63 м/км. Скорость течения — 0,1 м/с. Средний расход воды в устье — 1,68 м³/с.
Юода вытекает из озера Юодис около деревни Паэжярис, на расстоянии 2,5 км к югу от местечка Вадокляй. Течёт по Среднелитовской низменности, преимущественно на север, в верховье — на северо-запад. Впадает в Нявежис на высоте 52 м над уровнем моря около деревни Вяльжис.
Притоки:
- левые: Обялис, Шалтинас;
- правые: Гяляжис, Вирсне, Аптяка, Кярнаве[3].